# Ленинский район (Магнитогорск)
Ленинский район  — один из трёх внутригородских районов города Магнитогорска. 

## География
Занимает северную часть города. 
Географическое положение Ленинского района уникально, он расположен в двух частях света: Европе и Азии, разделяемых водохранилищем на реке Урал. Правобережная часть расположена на западе, европейская часть с преимущественно жилой застройкой, левобережная часть — на востоке, в Азии,  преимущественно промышленная часть (станция Магнитогорск-Грузовой, ООО «ММК-Индустриальный парк», северная площадка ПАО «ММК) и посёлки Железнодорожников и Новосеверный.

## Население
| 1979     | 1989     | 2002     | 2005     | 2006     | 2007     | 2008     |
| -------- | -------- | -------- | -------- | -------- | -------- | -------- |
| 160 275  | ↘140 323 | ↘107 931 | ↘102 995 | ↘102 055 | ↘101 287 | ↘100 870 |
| 2009     | 2010     | 2011     | 2012     | 2013     | 2014     | 2015     |
| ↗101 563 | ↘100 999 | ↘100 965 | ↘100 095 | ↘98 690  | ↗98 963  | ↗99 882  |
| 2016     | 2017     | 2018     | 2019     | 2020     | 2021     | 2023     |
| ↘98 935  | ↘98 398  | ↘96 904  | ↘95 392  | ↘95 158  | ↘89 260  | ↘87 037  |

## История
Район был образован решением исполкома Челябинского облсовета депутатов трудящихся от 11 апреля 1972 года из частей Левобережного и Правобережных районов.